# Campionati europei Under-20 di hockey su pista femminile
I Campionati Europei Under-20 di hockey su pista femminile sono un torneo internazionale riservato alle squadre nazionali under-20 europee. Essa è organizzata dalla CERH.

La prima edizione si tenne nel 2007 e venne disputata a Mealhada.

## Statistiche

### Albo d'oro
| Edizione | Nazione ospitante | Sede/i    | 1º classificato | 2º classificato | 3º classificato |
| -------- | ----------------- | --------- | --------------- | --------------- | --------------- |
| 2007     | Portogallo        | Mealhada  | Spagna          | Portogallo      | Germania        |
| 2008     | Francia           | Cestas    | Spagna          | Francia         | Germania        |
| 2009     | Portogallo        | Mealhada  | Spagna          | Portogallo      | Germania        |
| 2010     | Germania          | Darmstadt | Spagna          | Germania        | Inghilterra     |

### Riepilo vittorie per nazionale
| Numero | Nazionale | Anni                   |
| ------ | --------- | ---------------------- |
| 4      | Spagna    | 2007, 2008, 2009, 2010 |